# Адмирал Нахимов (лек крайцер, 1951)
Адмирал Нахимов e лек крайцер на ВМФ на СССР от проект 68-бис, „Свердлов“.

## История на строителството
Заводски номер: 375.
- 1 декември 1948 г. – зачислен в списъците на ВМФ.
- 27 юни 1950 г. – заложен в КСЗ № 444 в Николаев.
- 29 юни 1951 г. – спуснат на вода.
- 27 март 1953 г. – въведен в строй.

## История на службата
- 8 февруари 1953 г. – влиза в състава на ЧЧФ (Червенознаменен Черноморски флот. От 1953 г. е в състава на 50-та дивизия крайцери от ескадрата на Черноморския флот.

По това време Черноморският флот е посетен от председателя на Съвета на Министрите на СССР Г. М. Маленков и главкома на ВМФ на СССР адмиралът на флота Н. Г. Кузнецов. По време на обмен на мнения на борда на крайцера „Адмирал Нахимов“ по повод необходимостта от посещения на съветски кораби в чуждестранни пристанища командващият ЧФ С. Г. Горшков получава указания за подготовка на кораби за далечни походи в Средиземно море.
В периода 31 май – 4 юни 1954 г. отряд кораби на Черноморския флот в състав крайцера „Адмирал Нахимов“ и ескадренните миноносци „Буйный“ и „Беспощадный“, под командването на командващия Черноморския флот адмирал С. Г. Горшков, извършва официална визита в народна социалистическа република Албания и посещава Дуръс.
През 1955 г. е преоборудван по проекта 67-ЕП с поставянето на ракетния комплекс „Колчан“ (включващ единична ракетна пускова установка за ракетата КСС). Използва се за опитни цели за изпитания на противокорабни ракети КСС на Феодосийския полигон, провеждайки стрелби отначало по обикновени кораби-цели, а по-късно и по отсек на недостроения крайцер „Сталинград“ от проекта 82. Комплексът „Колчан“ успешно преминава изпитанията, но не е приет на въоръжение поради своите слабости за проектираните към този момент крайцери от проекта 67, отказа на СССР да строи големи надводни кораби, а също и поради вече моралната остарялост на ПКР КСС.
По време на визита на правителствена делегация в ЧФ, на 13 октомври 1955 г., крайцерът „Адмирал Нахимов“ е посетен от Н. С. Хрушчов, А. И. Микоян, Г. К. Жуков, Н. А. Булганин, Л. И. Брежнев  и други ръководители.
На 28 юли 1960 г. е разоръжен и изключен от състава на ВМФ, предаден в ОФИ за демонтаж и реализация.
През юни 1961 г. е разстрелян с противокорабни ракети КСЩ от есминеца „Прозорливий“. Не е възстановяван и през 1961 – 62 г. е разкомплектован за метал на базата на „Главвторчермет“ в Севастопол.
Името „Адмирал Нахимов“ преминава към построения няколко години по-късно БПК от проекта 1134А.
Част от оборудването на крайцера, е предадена на Севастополския Приборостроителен институт (понастоящем Севастополски Национален Технически университет) през 1964 г., в частност, спомагателния парен котел „КВС-68“, който оттогава се използва в учебния процес на техническата територия на катедрата по морски технологии и корабоплаване (гр. Севастопол, ул. Гогол, 14, аудитория 136).

## Командири
- 1953 – капитан 2-ри ранг Леонид Чулков[2].
- капитан 2-ри ранг Василий Виргинский